# Attentat contre la Maison de France à Berlin-Ouest
Un attentat contre la Maison de France à Berlin-Ouest a touché, le 25 août 1983, ce centre culturel français situé sur la Kurfürstendamm. L'attaque a fait un mort et 23 blessés.  
La bombe contenant de 20 à 30kg de tétranitrate de pentaérythritol est déposée au quatrième étage de l'édifice par Ahmed Mustafa El-Sibai, un Libanais proche du terroriste Ilich Ramírez Sánchez dit Carlos.  
L'explosion éventre le toit du bâtiment, détruit le quatrième étage et en provoque l'effondrement partiel, causant au total 2,5 millions de Deutsche Mark de dégâts.     
L'attaque est revendiquée par l'Armée secrète arménienne de libération de l'Arménie (ASALA) et a été organisée par Carlos.                  